# 大辮子的誘惑 (小說)
《大辮子的誘惑》（葡萄牙語：A Trança Feiticeira）是澳門土生葡人作家飛歷奇的葡萄牙語長篇小說，於1993年由澳門文化司署出版，1996年由同一出版社發行中譯本。2004年由香港大學出版社發行英譯本，譯者為從事巴西-葡萄牙研究的英國教授大衞‧布魯克肖（David Brookshaw）。該作於1996年在澳門改編為同名電影，由列卡度·喀力索和寧靜主演，獲頒葡萄牙第25屆費格拉達福茲國際電影節特別大獎。

## 故事大綱
風度翩翩的葡萄牙富家靑年阿多森杜，被稱為風流場上的征服者。一次偶然的機會，他看上下層社會中雀仔園的一名澳門擔水女阿玲。梳着一條大辮子的阿玲雖然目不識丁，卻人美心善，令阿多森杜深深着迷。在他的幾番追求下，二人墜入愛河。但因種族、文化、背景及觀念的巨大差異，他們的愛情不僅遭到雙方家庭反對，也令二人經歷情感糾葛與悲歡離合。最後他們克服不同文化習俗造成的種種困難，終於締結良緣。